# Roboat
Roboat é um programa de pesquisa em barcos autônomos em Amsterdã. O programa estava previsto para durar 2016-2021, está desenvolvendo a primeira frota de navios autônomos do mundo. Ele se concentra na movimentação de pessoas e mercadorias, infraestrutura portátil e coleta de dados. Roboat é um projeto do Amsterdam Institute for Advanced Metropolitan Solutions (AMS Institute). A pesquisa dentro do programa é conduzida pelo MIT, Delft University of Technology e Wageningen University and Research. O programa tem um orçamento de 25 milhões de euros. Protótipos são testados nos canais de Amsterdã.

## Sistema de controle
Os algoritmos de controle - semelhantes aos usados para carros autônomos - funcionam um pouco como um timoneiro dando ordens aos remadores, traduzindo um determinado caminho em instruções para os “propulsores”, que são as hélices que ajudam o barco a se mover. O Roboat usa lidar e várias câmeras para permitir uma visão de 360 graus.  O sistema permite que o Roboat se conecte a outros barcos e à estação de atracação para formar pontes temporárias para aliviar o tráfego, bem como palcos e praças flutuantes.